# 크리스 데이비스 (1987년)
크리스 데이비스 (풀네임 : Khris Adrian Davis, 1987년 12월 21일 ~ )는 미국 프로야구 아메리칸 리그 텍사스 레인저스의 선수이다. 주 포지션은 좌익수와 지명타자이다.
2009년 7라운드 226순위로 밀워키 브루어스에 입단했다.

## 경력
2013년 4월 1일 콜로라도 로키스 전에서 메이저리그 데뷔를 하였다. 마이너리그로 다시 내려간 후 2013년 7월 12일 밀워키 브루어스 외야수 라이언 브론이 금지약물 복용으로 출장금지 당하자 메이저리그로 다시 승격돼 주전자리를 확보했다. 2016년 2월 12일 오클랜드 애슬레틱스의 제이콥 노팅햄 등과 트레이드되어 밀워키 브루어스에서 오클랜드 애슬레틱스 이적했다.
2018년 시즌 48개의 홈런으로 메이저 리그 아메리칸 리그의 홈런왕이 되었다. 2015년부터 2018년까지 4년 연속 타율 .247(규정타석 2015년을 제외한 3년연속)이라는 진기록을 보유하고 있다. 2019년 4월 18일에 2년 총액 3350만 달러에 오클랜드 애슬레틱스와 재계약했다. 2016년부터 2018년 3년 연속 이어져 온 40홈런 이상 기록이 2019년시즌 잦은 부상자 명단 등재와 부진(타율. 220 홈런 23개)등으로 기록이 마감 되었다

## 통산 성적
| 연 도          | 소 속          | 나 이          | 출 장 | 타 석 | 타 수 | 득 점 | 안 타 | 2 루 타 | 3 루 타 | 홈 런 | 타 점 | 도 루 | 도 실 | 볼 넷 | 삼 진 | 타 율 | 출 루 율 | 장 타 율 | O P S | 루 타 | 병 살 타 | 몸 맞 | 희 번 | 희 플 | 고 4 |
| -------------- | -------------- | -------------- | ----- | ----- | ----- | ----- | ----- | ------- | ------- | ----- | ----- | ----- | ----- | ----- | ----- | ----- | -------- | -------- | ----- | ----- | -------- | ----- | ----- | ----- | ---- |
| 2013           | MIL            | 25             | 56    | 153   | 136   | 27    | 38    | 10      | 0       | 11    | 27    | 3     | 0     | 11    | 34    | .279  | .353     | .596     | .949  | 81    | 4        | 5     | 0     | 1     | 0    |
| 2014           | MIL            | 26             | 144   | 549   | 501   | 70    | 122   | 37      | 2       | 22    | 69    | 4     | 1     | 32    | 122   | .244  | .299     | .457     | .756  | 229   | 13       | 10    | 0     | 6     | 0    |
| 2015           | MIL            | 27             | 121   | 440   | 392   | 54    | 97    | 16      | 2       | 27    | 66    | 6     | 2     | 44    | 122   | .247  | .323     | .505     | .828  | 198   | 9        | 1     | 0     | 3     | 1    |
| 2016           | OAK            | 28             | 150   | 610   | 555   | 85    | 137   | 24      | 2       | 42    | 102   | 1     | 2     | 42    | 166   | .247  | .307     | .524     | .831  | 291   | 19       | 8     | 0     | 5     | 0    |
| 2017           | OAK            | 29             | 153   | 652   | 566   | 91    | 140   | 28      | 1       | 43    | 110   | 4     | 0     | 73    | 195   | .247  | .336     | .528     | .864  | 299   | 20       | 6     | 0     | 7     | 1    |
| 2018           | OAK            | 30             | 151   | 654   | 576   | 98    | 142   | 28      | 1       | 48    | 123   | 0     | 0     | 59    | 175   | .247  | .326     | .549     | .874  | 316   | 16       | 12    | 0     | 7     | 5    |
| 2019           | OAK            | 31             | 133   | 533   | 481   | 61    | 106   | 11      | 0       | 23    | 73    | 0     | 0     | 47    | 146   | .220  | .293     | .387     | .679  | 186   | 11       | 3     | 0     | 2     | 3    |
| MLB 통산 : 7년 | MLB 통산 : 7년 | MLB 통산 : 7년 | 908   | 3591  | 3207  | 486   | 782   | 154     | 8       | 216   | 570   | 18    | 5     | 308   | 960   | .244  | .316     | .499     | .815  | 1600  | 92       | 45    | 0     | 31    | 10   |

※ 2019년 시즌 종료 기준

## 수상
- 에드가 마르티네즈 상 수상 (2018년)

## 달성 기록
- 아메리칸리그 홈런 1위 (48개) (2018년)